# Regenbogenforellenproduktion

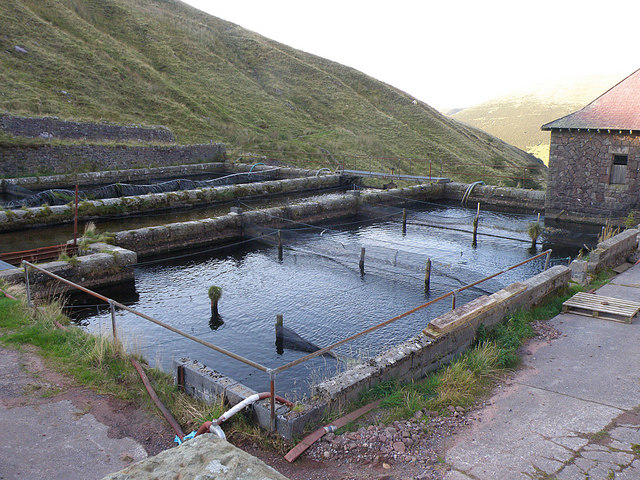
Forellenfarm in Wales

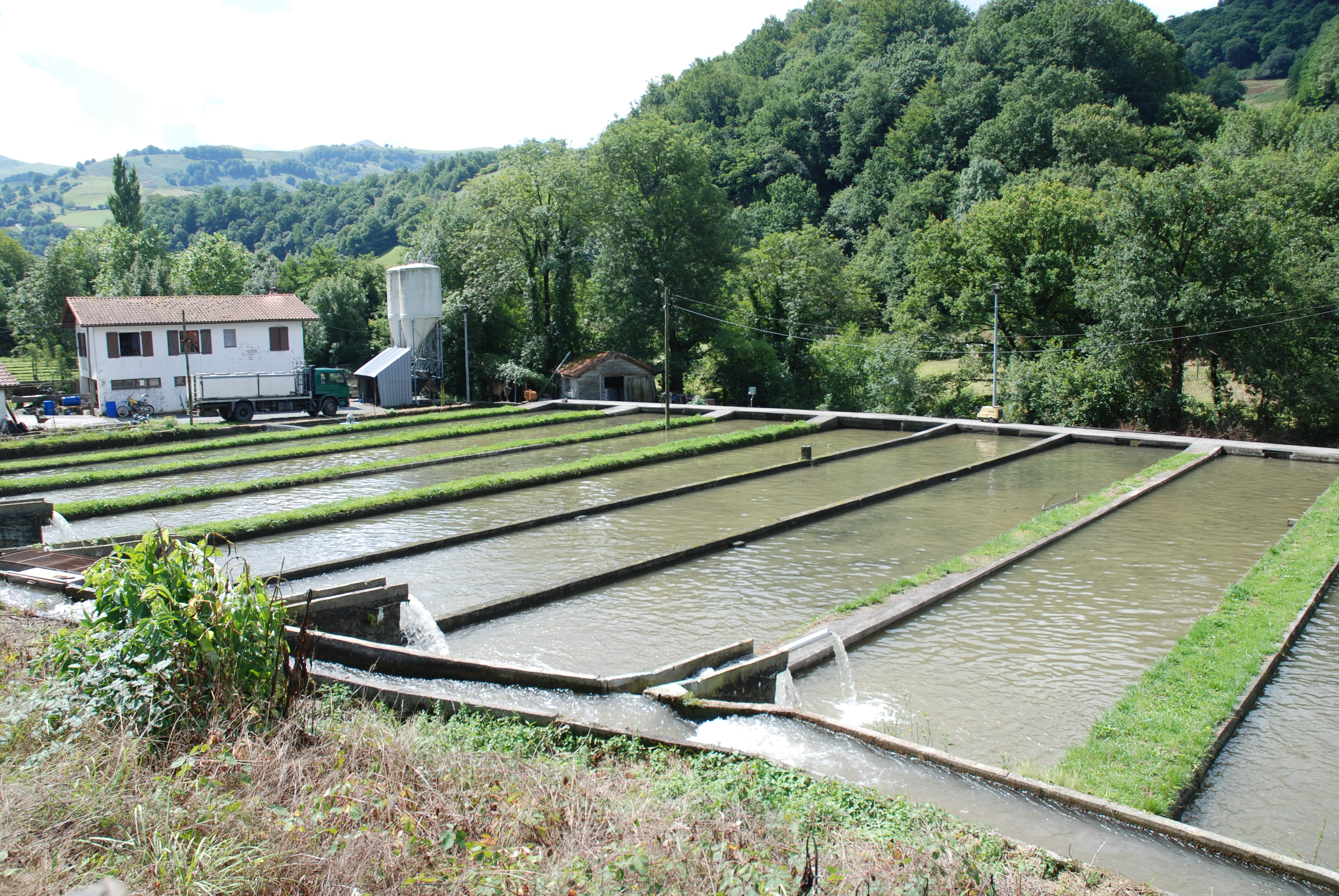
Forellenfarm in Frankreich

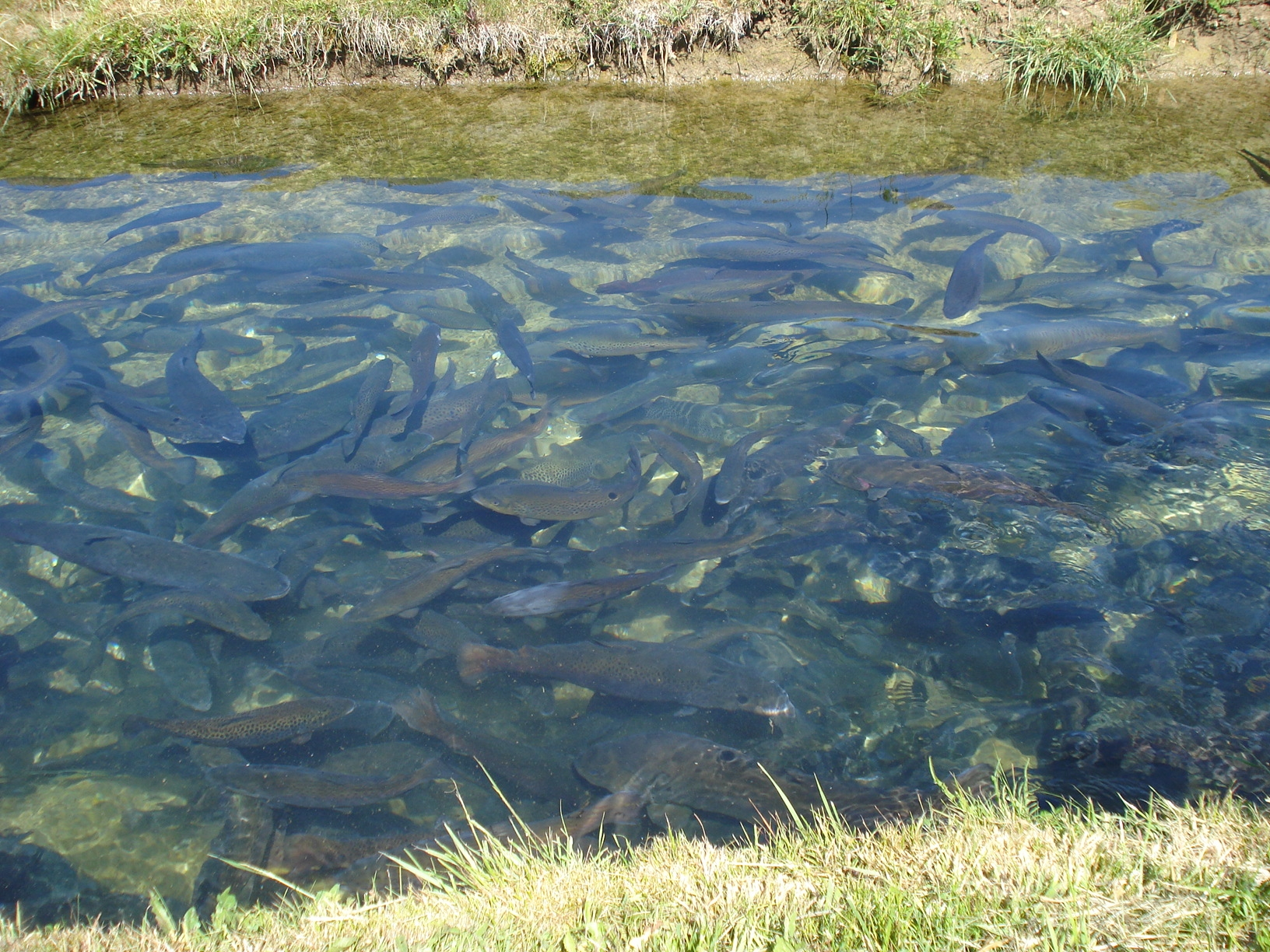
Kommerzielle Erzeugung von Regenbogenforellen in Kroatien

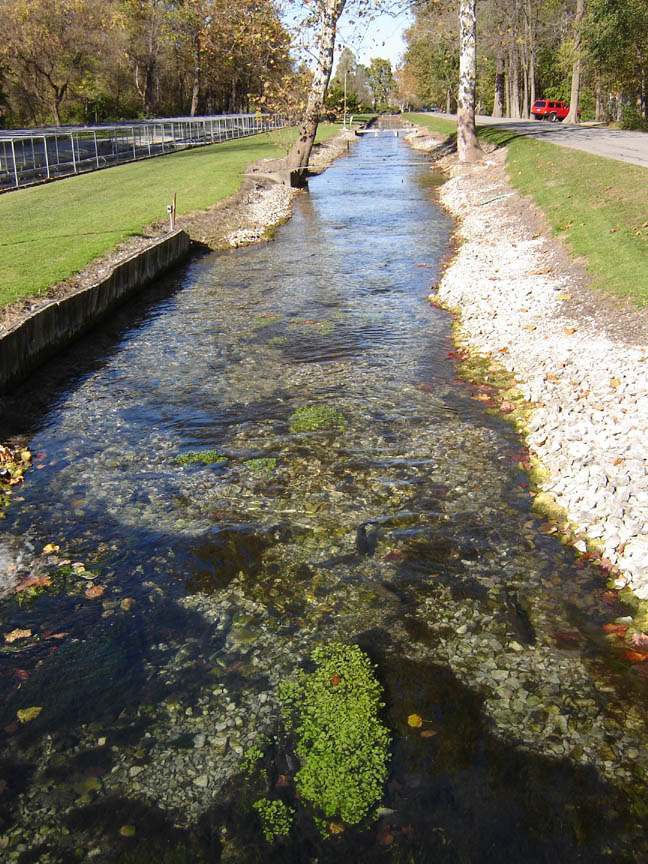
Fließkanal einer Forellenfarm in Ohio

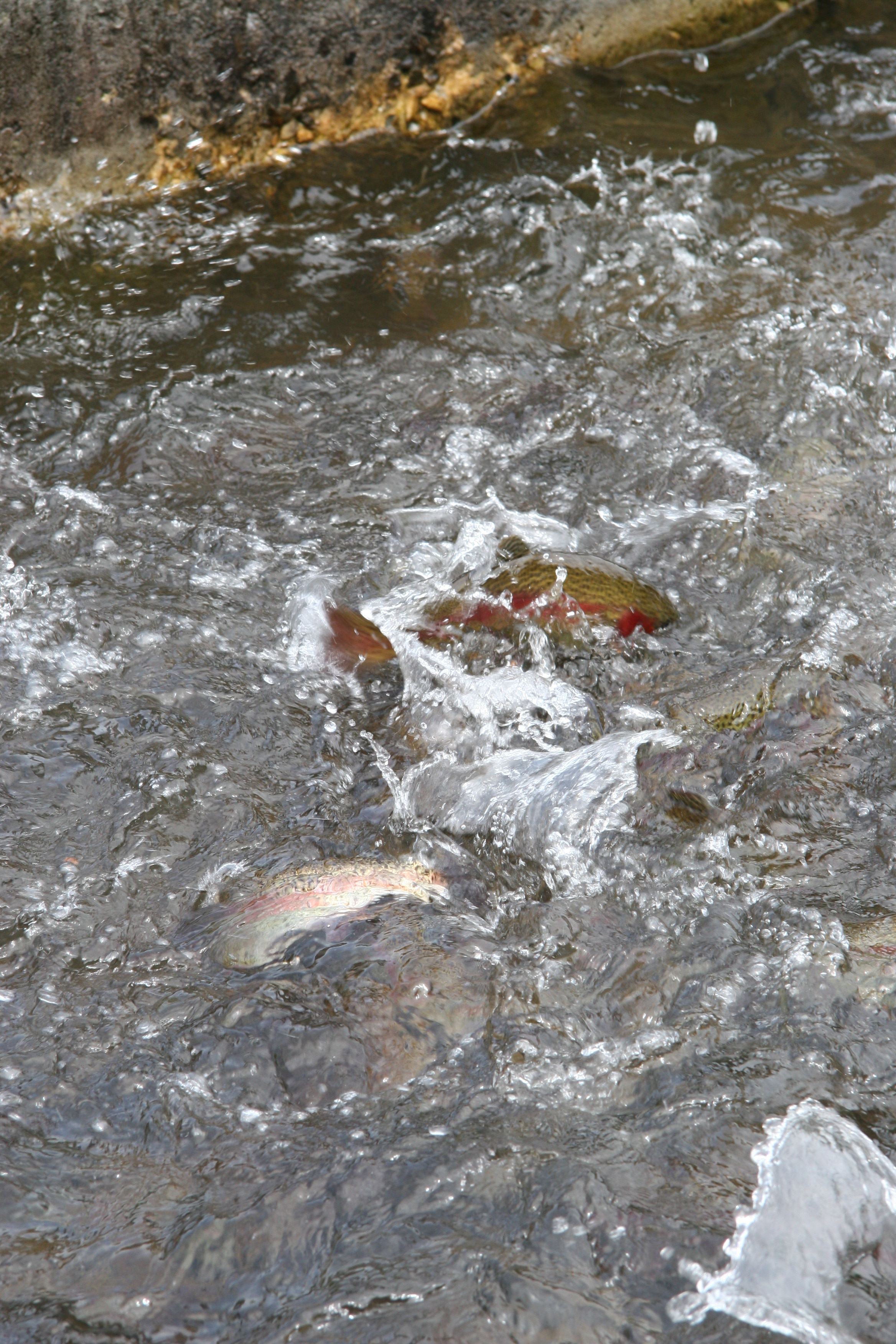
Regenbogenforellen bei der Fütterung

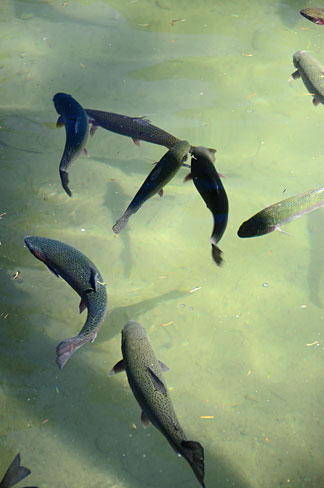
Forellen in einem Becken

Forellensetzlinge in einem Aufzuchtbecken

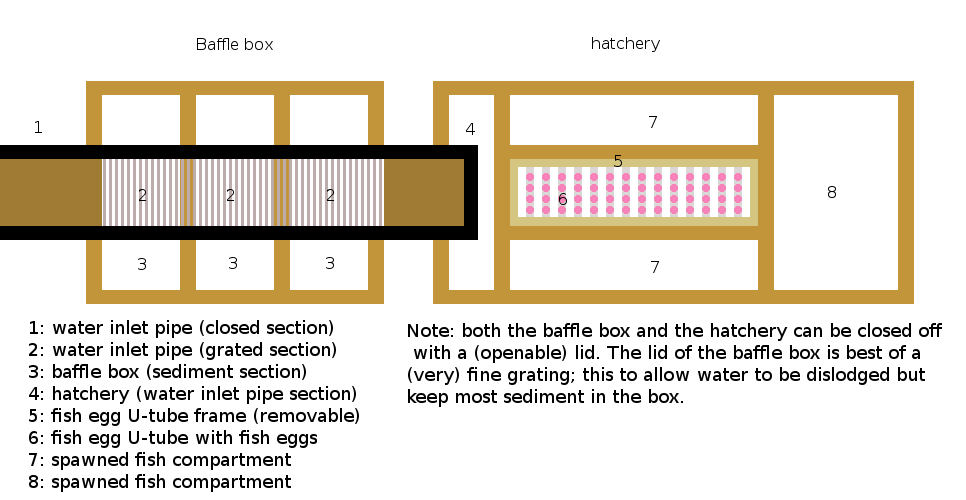
Zeichnung von Forellenhälterbecken

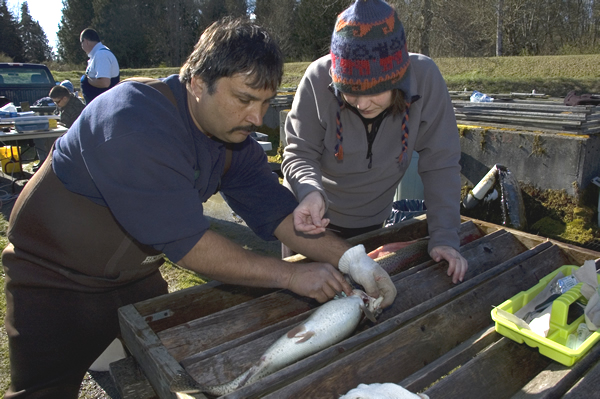
Ablaichen von Regenbogenforellen

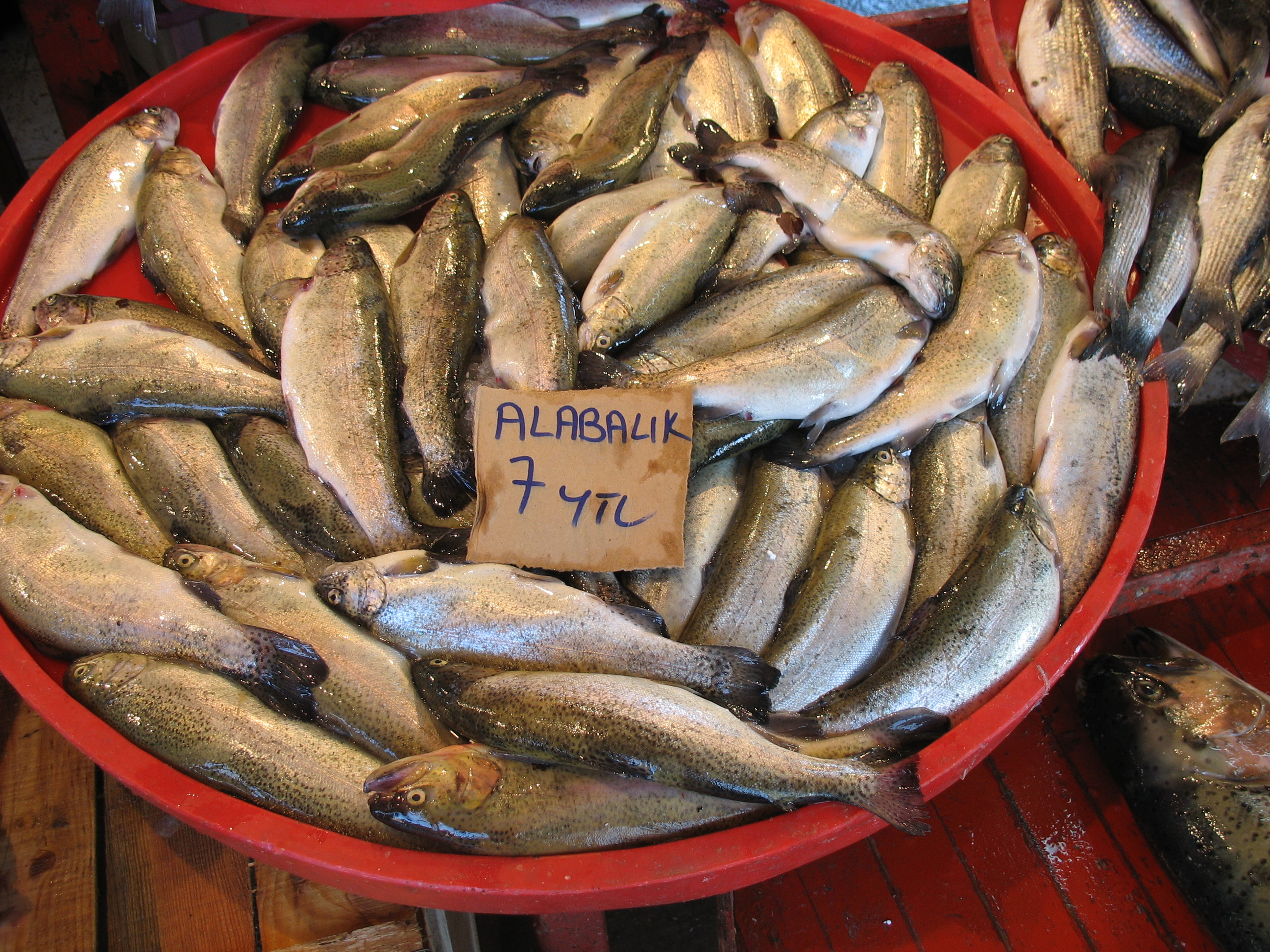
Verkaufsfähige Regenbogenforellen

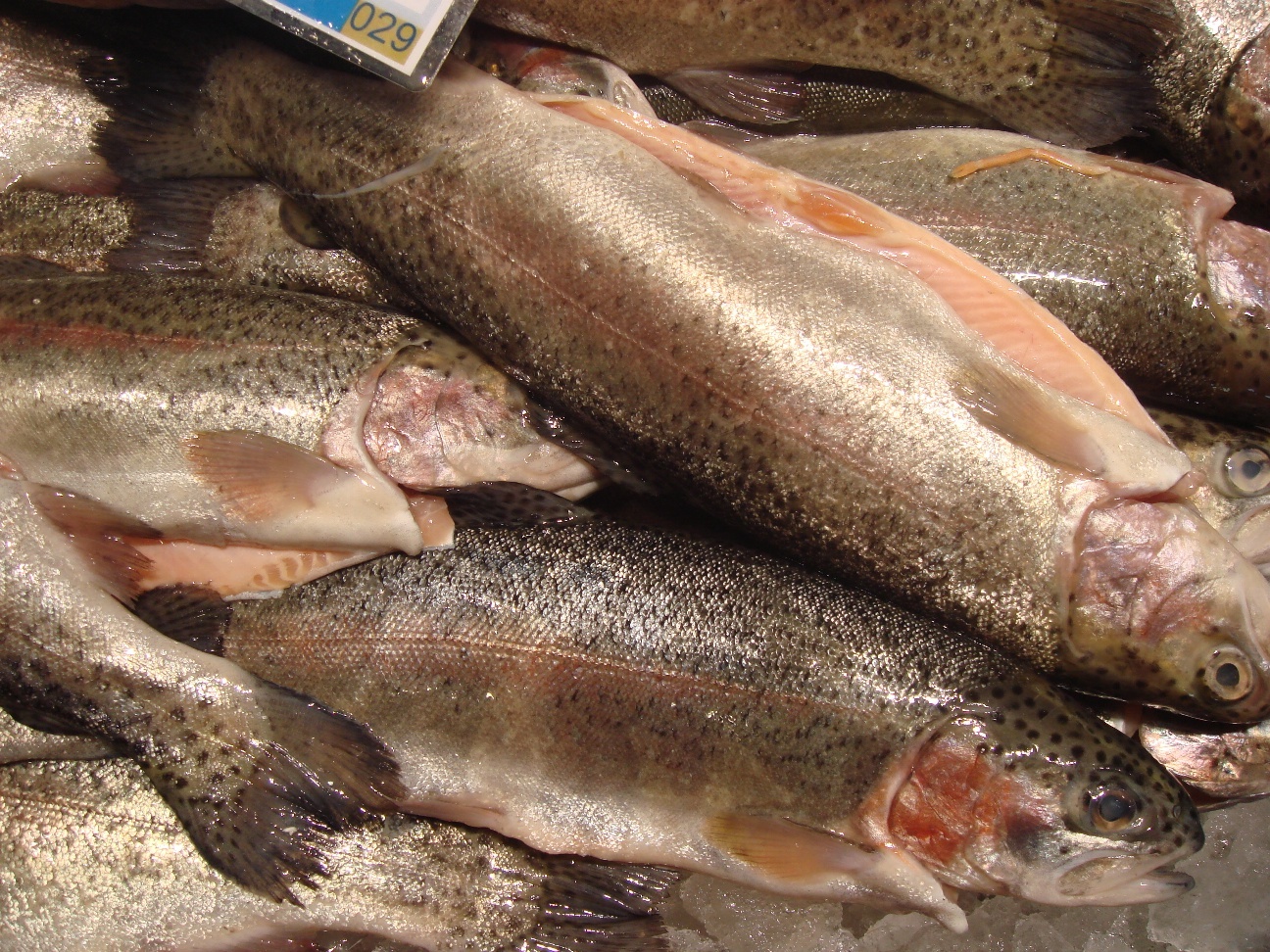
Portionsforellen

Die Forellenproduktion gehört neben der Karpfenproduktion zu den weltweit wichtigsten Zweigen der Aquakultur.

## Regenbogenforelle
Regenbogenforellen (Oncorhynchus mykiss) gehören aufgrund ihrer relativ einfachen Haltung zu den wirtschaftlich wichtigsten Nutzfischen in der Forellenproduktion. Diese Art wird bereits seit über 100 Jahren nach ihrer Einführung aus Nordamerika nach Europa weltweit züchterisch bearbeitet. Die Gründe dafür sind:
- hohe Stresstoleranz innerhalb der Salmoniden bei geringer Krankheitsanfälligkeit
- für einen breiten Bereich von Wassertemperaturen angepasst
- große genetische Variation in einem weltweit gut erhaltenen Genpool
- großes Potential in Produktvariation
- wohlschmeckendes Fleisch mit ansprechender Färbung und geringem Fettanteil[1]
- geringer FCR (feed conversion ratio), also eine gute Futterverwertung[1]
- relativ hohe Überlebensrate der Forellenbrut und kostengünstige Reproduktion

In Meerwasser gehaltene Regenbogenforellen ab ca. drei Kilogramm Gewicht, pigmentiertem Fleisch und einer silbrigen Färbung werden beim Verbraucher zunehmend zu einer Alternative zum Lachs.

## Wirtschaftlichkeit
Eines der bekanntesten Länder für die Erzeugung von Regenbogenforellen ist Dänemark. Jährlich werden dort auf etwa 275 Forellenfarmen ca. 31.000 Tonnen Fisch im Süßwasser und 9.000 Tonnen im Meereswasser erzeugt. Die Forellenerzeugung an der Aquakultur hat in Dänemark einen Anteil von etwa 20 %. 300 Millionen Forelleneier werden weltweit exportiert. Die Wertschöpfung liegt bei 40 % im gesamten dänischen Fischereisektor und erreicht einen Marktwert von 900 Millionen dänischen Kronen. Forellenfarmen in Dänemark obliegen der Statuary Order for Fish Farms und sind bestimmten Umweltauflagen unterworfen. In den Jahren 2007–2013 wuchs die Aquakultur in Dänemark auf eine Produktion von 115.000 Tonnen Fisch an, wobei der Nitrateintrag durch die fischereiliche Bewirtschaftung um 40 % je Kilogramm erzeugten Fisch reduziert werden konnte. Die Wirtschaftlichkeit einer Forellenfarm wird maßgeblich von folgenden Faktoren bestimmt: professionell gestaltetes System, Ausrüstung von hoher Qualität, erfahrenes und gut ausgebildetes Personal, Fischfutter von hoher Qualität und die Nähe zum Absatzmarkt.
Die Marktnachfrage wird durch Produktdifferenzierung und damit einer Erzielung höherer Marktpreise erreicht. Abnehmer von Forellenfarmen können Verbraucher, fischverarbeitende Betriebe sein, bei Besatzfischen aber auch Angelvereine und Angelteichbetreiber (Put&Take Angelteiche). Die Forellenproduktion in einigen Ländern ist arbeitsteilig organisiert. Forellenzüchter und Forelleneierproduzierende Betriebe (z. B. die Firma AquaSearch ova Aps in Billund, oder Troutex in Fredericia Dänemark) beliefern Mastbetriebe. Das weltgrößte Unternehmen in der Erzeugung von Regenbogenforellen ist die Firma Clear Springs Foods im US-Bundesstaat Idaho.

## Produktionsverfahren
Man unterscheidet dabei grundsätzlich zwischen klassischer Teichwirtschaft oder geschlossenen Kreislaufsystemen wie z. B. in Kunststofftanks (z. B. IRAS-Kreislaufanlagen mit „Nitrifikation“ und „Denitrifikation“ im Zuchtbecken). Moderne Forellenfarmen, vor allem in Dänemark, sind meist nach dem Rezirkulationsprinzip (FREA – Fully Recirculated Aquaculture) aufgebaut.

### Fischaufzucht
Forellen in dänischen Betrieben sind in der Regel mit drei Jahren geschlechtsreif, Milchner häufig schon im zweiten Lebensjahr. Die Geschlechtsreife ist von erblicher Veranlagung und den Umweltbedingungen (Fütterung, Lichtintensität, Tageslänge, Temperatur etc.) des Forellenzuchtbetriebes abhängig. Unter natürlichen Bedingungen nimmt die Tageslänge von Januar bis Juni auf 18 Stunden Tageslicht und sechs Stunden Dunkelheit zu; bei steigenden Wassertemperaturen von 7 °C auf 15 °C. Aus fischereilicher Perspektive sind Forellen mit verspäteter Reife vorzuziehen, denn reife Fische (v. a. Milchner) zeigen eine erhöhte Aggressivität, bei reduzierter Tageszunahme und abnehmender Fleischqualität. Aus züchterischer Perspektive ist eine verkürzte Reifezeit bevorzugt, da sie das Generationsintervall verkürzt und den gesamten Züchtungsprozess beschleunigt. Die Züchtungsarbeit konzentriert sich auf vererbbare Faktoren, wobei die Umweltbedingungen möglichst gleich gehalten werden. Für die Zucht bedeutsame Elterntiere werden mit PIT-Tags markiert.
Bei der Fischaufzucht werden sowohl Durchfluss- als auch Wasserzirkulationssysteme verwendet. Das Wasser wird mit Luft angereichert und mit Filtern von Abfallstoffen befreit. Dabei wird die Wassertemperatur auf konstant 7 °C gehalten. Um Krankheitserreger, welche die Fischbrut bedrohen, abzutöten, können Verfahren zur UV-Licht-Sterilisation zur Verwendung kommen. Der Fischlaich wird in Inkubatoren bebrütet. Das Ablaichen wird mechanisch durch die Methode des „Stripping“ stimuliert. Dabei werden die anästhesierten Rogner mit der Hand abgestreift und in einem Behälter zusammen mit der Milch (Sperma) vermischt. Im Bruthaus erfolgt dann die Bebrütung der befruchteten Fischeier. Fischembryonen sind bei 4 – 6 °C Wassertemperatur nach ca. 25 Tagen erkennbar. Ein Rogner kann ca. 1.500 bis 2.000 Eier pro Kilogramm Lebendgewicht erzeugen, rund 10.000 Eier pro Liter. Um die Ausfallrate (z. B. Pilzbefall „Saprolegnia“) bei den Fischembryonen zu reduzieren, sollte mit Formaldehydlösung desinfiziert werden. Aus den Fischeiern schlüpfen Jungfische, die an der Wasseroberfläche in Schwärmen nach Nahrung suchen. Quell- oder Brunnenwasser ist ideal, um pathogene Bedingungen zu vermeiden. Die Jungfische werden mit kleinen Granulatpellets (ca. 0,5 mm) gefüttert. Die Fingerlinge haben bereits Gewichte von ca. 5 Gramm. Der pH-Wert für die „Fingerlinge“ sollte zwischen 6,5 und 8 liegen. In den unterschiedlichen Produktionsstufen unterscheidet man zwischen befruchteten Fischeiern, Augenausbildung bei Fischeiern, Brut mit Dottersack, schwimmfähiger Brut, Brutfische, Fingerlinge und schlachtreifen Portionsforellen.

### Fütterung
Bei der Fütterung sind die Forellenhalter bestrebt, den saisonalen Schwankungen des Biomassezuwachses durch geeignete Fütterung entgegenzusteuern. Der höchste Biomassezuwachs ist nach einem Alter von sechs Monaten erreicht, danach sinkt er wieder. In der Forellenfütterung ist die spezifische Wachstumsrate (SGR – specific growth rate) die bestimmende Größe:
- SGR = (exp ((lnWt – lnW0)/(T1 – T0)) – 1) * 100[3]

W0: Biomasse zu Beginn der Periode; W1: Biomasse am Ende der Periode; T1 – T0: Fütterungstage innerhalb der Periode
Die Futterumsatzrate (FCR) wird wie folgt bestimmt:
- FCR = zugeführtes Futter (kg)/Wachstumszunahme (kg)[3]

Nach den dänischen Bestimmungen darf die FCR den Wert von 1,00 nicht übersteigen.
Man unterscheidet dabei zwischen kontrollierter Fütterung und Ad-libitum-Fütterung. In der Praxis hat sich die kontrollierte Fütterung durchgesetzt, auch um die Nichtverwertung von Forellenpellets zu reduzieren. Für die Eiweißzunahme gilt: Für ein Gramm Protein werden drei Gramm Wasser gebunden. Heutzutage kontrollieren Futtercomputer die täglich rationierte Futterportion nach Fischgröße, Biomasse, erwarteter Futterverwertung, Wassertemperatur und möglichen Fischkrankheiten.
Die Fütterung macht einen großen Teil der Kostenfaktoren in der Forellenproduktion aus. Die Futterzusammensetzung und der Gehalt an Protein, Fett, Kohlenhydraten, Vitaminen und Mineralien variiert je nach Lebensalter und Größe der Forellen. Das Fehlen von bestimmten Nährstoffen, wie z. B. essentiellen Aminosäuren kann das Wachstum der Fische begrenzen. Kraftfutter-Pellets werden nach dem Verfahren der Extrusion hergestellt. Dabei sollte deren Bruttoenergiegehalt mindestens 5,8 Mcal/kg betragen. Die größte Futteraufnahme wird bei Wassertemperaturen zwischen 7 und 18 °C erreicht. Oberhalb von 18 °C sinkt die Nahrungsaufnahme rapide ab.

### Hygienebedingungen und Fischkrankheiten
Epidemieartige Fischkrankheiten sind eine große wirtschaftliche Bedrohung für alle intensiv bewirtschafteten Fischfarmen, wo Nutzfische auf engem Raum gehalten werden. Der Transport von Fischeiern und Fischen innerhalb der EU unterliegt bestimmten gesetzlichen Bedingungen zur Fischquarantäne. Dabei wird von Veterinären ein besonderer Augenmerk auf Virosen wie z. B. die Amerikanische Viruskrankheit, IHN
(Infectious Haematopoietic Necrosis) oder VHS (Viral Haemorrhagic Septicaemia) gelegt. In der EU werden Gesundheitskategorien von I (krankheitsfrei) über II (in Überwachung) bis V (infiziert) vergeben. Krankheitserreger können Viren, Bakterien, Pilze oder Parasiten sein. Auch in der Forellenhaltung werden Antibiotika und chemische Additive zu deren Bekämpfung eingesetzt. Forellenbrut wird meist prophylaktisch gegen die Redmouth Disease (ERM) vakziniert. In Dänemark sank der Antibiotikaeinsatz von 2.400 Kilogramm (2003) auf 1.400 Kilogramm (2008). Als chemische Additive werden häufig Löschkalk (Calciumhydroxid), Wasserstoffperoxid, Kupfersulfat, Chloramine, Natriumcarbonat und Natriumchlorid verwendet, davon große Mengen an Formaldehyd. Der Einsatz von Formaldehyd als Gefahrstoff und cancerogene Substanz wird zunehmend kritisch gesehen.

### Traditionelle Bewirtschaftungssysteme
Man unterscheidet dabei zwischen intensiver und extensiver Bewirtschaftung. Bei der traditionellen Bewirtschaftung ist die Produktion vollständig abhängig von äußerlichen Faktoren. Die Forellenteichwirtschaft wird zu den Kaltwasserkulturen gerechnet und ist aufgrund des hohen Sauerstoffbedarfs der Fische häufig in bergigen Regionen angesiedelt. Forellenteiche werden traditionell nach dem Durchflusssystem angelegt, bei dem die Frischwasserversorgung über ein Gefälle gewährleistet wird, welches aus einem Bach, Fluss oder See gespeist wird. Auch durch Dämme aufgestaute Fließgewässer wurden zur kommerziellen Forellenhaltung genutzt. Die Fischbecken können ebenerdige Teiche im Boden oder Betonbecken (viereckige oder kreisrunde Becken) sein. Auch Fließkanäle (Raceways) finden ihre Anwendung. Ursprünglich fand keinerlei Abwasserklärung statt. Abfallstoffe entstehen durch Fischkot, Ammoniakabgabe durch die Fischkiemen und durch den Abbau von nicht verbrauchtem Futter am Gewässergrund. 1989 erließ der Gesetzgeber neue Regelungen zur Forellenhaltung in Dänemark. So wurde beispielsweise die Ad-libitum-Fütterung stark eingeschränkt, die Futterqualität wurde spezifiziert. Außerdem wurden Nassfutter sowie Weichpellets verboten. Die Forellenhalter wurden außerdem dazu angehalten, dafür Sorge zu tragen, dass keinerlei größeren Nährstoffmengen oder chemische Substanzen in die Umgebung eingebracht wurden. Der Ausstoß an Stickstoff, Phosphor und organischer Substanz muss dokumentiert werden. Auch darf der Sauerstoffgehalt des in das Naturgewässer zurückgeführte Abwasser bestimmte Mindestgehalte nicht unterschreiten. Dies führte zu neuen umweltverträglicheren Technologien und einer effizienteren Nährstoffnutzung.

### Moderne Bewirtschaftungssysteme
Die hohen Umweltauflagen in Dänemark führten zu Innovationen in der Best Available Technology (BAT). In modernen Forellenfarmen muss eine Vielzahl von Aspekten berücksichtigt werden:
- Dokumentation über das Management von Umweltparamentern[3]
  - Stickstoffeintrag (Stickstoff, Nitrat und Ammoniak)
  - Phosphor
  - biologischer Sauerstoffbedarf (BOD: Biochemical Oxygen Demand), die Sauerstoffaufnahme von Mikroorganismen bei einer Wassertemperatur von 20 °C
  - chemischer Sauerstoffverbrauch (COD: Chemical Oxygen Demand) als Maßgröße für den Gehalt von organischer Substanz im Wasser
  - Dokumentation über die Abwasserbehandlung
- Reduktion der Frischwasserentnahme
- Steigerung des Umsatzes von Nährstoffen und organischem Material
- Nichtbeeinträchtigung der Nachbargewässer (Natur- oder Wildgewässer)
- Erhöhung der Fischproduktion ohne negative Umweltfolgen
- Vereinfachung des Verwaltungsaufwandes[3]

Für die Wirtschaftlichkeit von Forellenfarmen sind folgende Parameter bestimmend: Teich oder Beckenmaterial (Beton), Wasserrückfluss (in Prozent), Fischdichte (kg/m³), Wasserrückhaltezeit in Produktionseinheiten (h), Tagesfütterung (kg), Beseitigung von Schlamm, dezentralisierte Sedimentation, Beseitigung von organischer Abfallsubstanz, Biofilter und Pflanzenlagunen.
Vom Typ her unterscheidet man folgende Forellenfarmen:
- extensive Forellenfarm mit mechanischer Wasserbehandlung und Wasserrücklauf
- intensive Forellenfarm mit mechanischer und biologischer Wasserbehandlung und geringerem Wasserbedarf
- intensive Forellenfarm mit hohem Innovationsgrad als vollständige Kreislaufwirtschaft[3]

Das Modell der FREA (Fully Recirculated Aquaculture Facility) bietet ein in sich geschlossenes System. Moderne Forellenfarmen bieten den Vorteil von stabilen Umweltbedingungen und geringer Variation in der Wasserqualität. Ihre Nachteile liegt in einem erhöhten Energiebedarf für die Produktion pro Kilogramm Fisch, einem erhöhten CO2-Ausstoß und erhöhten Bedarf an Management- und Überwachungsaufwand. Der Wasserverbrauch eines traditionellen Systems liegt bei etwa 30 m³ pro Kilogramm erzeugten Fisch, bei sehr intensiven Forellenfarmen werden etwa 200 Liter Frischwasser pro Kilogramm erzeugten Fisch verbraucht. Zwischen 2001 und 2004 entstanden die ersten organischen Forellenfarmen in Dänemark, die sich den Prinzipien einer nachhaltigen Produktion untergeordnet haben.

## Züchtung
Die Züchtungstechnik bei Regenbogenforellen nutzt deren hohe genetische Variabilität und ist in der Regel eine Auslesezüchtung, d. h. die gezielte Selektion eines bestimmten Typus. Forellenpopulationen sind nach der Gaußschen Normalverteilung aufgebaut, welche Varianzen bestimmter, erwünschter Merkmale zeigen. Die Heritabilität dieser Eigenschaften bei den Nachkommen bestimmt den Züchtungserfolg in der klassischen Auslesezüchtung. Der Zuchtfortschritt ist somit das Produkt aus Selektionsintensität x Selektionsschärfe x genetische Variation. Der Zuchtfortschritt ist in hohem Maße vom Merkmal, sprich der gewünschten Leistungseigenschaft der Forelle, und der Investition in die Auslesezüchtung abhängig.
Bekannte Züchtungsziele sind ein frühes Erreichen des Schlachtgewichtes, verbesserte Produktqualität (Fettgehalt, Gehalt an Omega-3-Fettsäuren, helle oder rote Fleischfarbe), Salzwassertoleranz (durch das Einkreuzen mit Steelhead-Stämmen) und Krankheitsresistenz.
Die Auslesezüchtung erfolgt entweder durch „natürliche Selektion“, phänotypische Massenselektion, Selektion basierend auf Familien, Selektion mithilfe von Markern (z. B. MAS oder QTL) oder genomische Selektion (Zuchtwertschätzung).
Das Verfahren der „natürlichen Selektion“ findet häufig Anwendung bei Forellenkrankheiten mit hoher Mortalität, bei denen ein hoher Selektionsdruck herrscht. Bei der Selektion basierend auf Familien werden einzelne Fische ausgewählt, deren Geschwister die gewünschten Eigenschaften zeigen. Das Zuchtprogramm „Familiy Breeding Program with individual Tagging“ beginnt mit der Charakterisierung bestimmter Eigenschaften wie FCR (Futterverwertung), SGR (specific growth rate – spezifische Wachstumsrate), Pigmentierung oder ähnlich, danach folgt die genetische Evaluation nach individuellen Indizes und den 200 bis 400 besten Kandidaten mit anschließender Reproduktion von 50 bis 600 Familien/Generation. Jede dieser Familien wird separat gehalten (50 bis 500 Kandidaten/Familie mit einem Gewicht von 10 bis 50 Gramm) und entweder unter Labor- oder Feldbedingungen auf Produktivität getestet. Dementsprechend gibt es auch ein „Familiy Breeding Program without individual Tagging“. Genetiker sehen derzeit in der genomischen Selektion die größten Zukunftschancen, da die Anzahl der Generationszyklen stark reduziert wird und damit auch die Kosten.

### Transgene Forellen
Die Erzeugung transgener Fische ist von besonderem wirtschaftlichem Interesse, da sie technisch meist relativ leicht umgesetzt werden kann. Seit Mitte der 1980er Jahre wurde in der EU 7,5 Millionen Euro in insgesamt elf Forschungsprojekte mit dem Thema der transgenen Modifikation bei Atlantischen Lachsen, Tilapias und Regenbogenforellen investiert. Im Jahr 2001 erhielt die kanadische Firma Seabright Corporation das erste Patent (EP 0 578 653 B1) für Atlantische Lachse und andere Fischarten mit beschleunigtem Wachstum, die in den USA, Kanada und Chile produziert werden. Außer Wachstumsgeschwindigkeit und damit verbundener Frühreife, sind Fleischqualität, Krankheitsresistenz und die Verbesserung der Frosttoleranz (AFP: Antifreeze Protein) weitere, ökonomisch bedeutsame Zuchtziele. Um einen „Genfluss“ in Naturgewässer zu verhindern, wird häufig mit sterilen Populationen gearbeitet.
Beim „Fish Genetic Engineering“ werden folgende Stufen unterschieden:
- Design und Konstruktion des künstlichen Genproduktes (meist Strukturgene, die ein bestimmtes Protein codieren oder Gene, welche Wachstumshormone bestimmen), welches in die jeweilige Fischart übertragen werden soll
- Gentransfer in Fischeier, meist zwischen Fischarten
- Identifikation von erfolgreich transformierten Individuen (Screeningmethode für transgenen Fisch, z. B. mithilfe von Markergenen)
- Bestimmung der transgenen Genexpression (für die Transkription werden Regulatoren[19] und Promotoren benötigt) und Phänotyp
- Studien zur Vererbbarkeit
- Etablierung stabiler transgener Linien durch künstliche Selektion und Züchtung[17]

Mehr als 50 % der Forschung an transgenen Salmoniden beschäftigt sich mit beschleunigtem Wachstum. Dies wird durch den Transfer eines Genkonstruktes für ein Wachstumshormon in Fischeier bewerkstelligt. Hierdurch wird ein drei bis fünf Mal so starkes Wachstum erreicht, bei einigen Individuen in einer frühen Wachstumsphase sogar 20 bis 30 Mal stärker. Bei Lachsen wurde beobachtet, dass ihre physiologische Anpassung an die Meerwasserumgebung zwei Jahre früher eintrat als bei Fischen ohne dem Wachstumshormon. Bei Regenbogenforellen betrug die Wachstumssteigerung 3,2 bis 17,3fach dessen eines normal aufwachsenden Fisches. Es wurden auch Versuche unternommen, Gene von Menschen und Ratten in Regenbogenforellen zu übertragen, welche bestimmte Stoffwechsel-Enzyme codieren. Beobachtet wurde dabei nur die erste Generation. Aufgrund des hohen Grades an Mosaiken in der ersten Generation, konnte keine signifikante Änderung des Kohlenstoffwechsels festgestellt werden.
| Ziel der Genetischen Modifikation | Reportergen | Strukturgen (Zielgen)                                                                                       | Promotor                     | Referenz             |
| --- | --- | --- | ---------------------------- | -------------------- |
| Wachstumssteigerung, um Produktionszeit der Forellen zu verkürzen | keine Information | Ongh1, Gen für Wachstumshormon von der Art Oncorhynchus                                                     | MT (Metallothionin Promotor) | Devlin et al. (2001) |
| Studie zur Entwicklung und Genexpression des grf/pacap Gens, welches die beiden Hormone GRF (Hormon zur Freisetzung des Wachstumshormons) und PCAP (Adenylat Cyclase-aktivierendes Polypeptid) kodiert. Beide Hormone sind bei der Freisetzung des Wachstumshormons beteiligt | 1) Hypothalamus (hyp)-grf/pacap Genkonstrukt vom Rotlachs (Oncorhynchus nerka), welches das Pbluescript II KS +/- kodiert; 2) (pit)-grf/pacap Genkonstrukt vom Rotlachs „engineered“ in einem pUC19 Vektor | 645 Basenpaare der grf/pacap Promotorregion; gh Promotor vom Königslachs (Oncorhynchus tshawytscha)         | Krueckl & Sherwood (2001)    |                      |
| Studien über die inhibitorischen Effekte von Antisense-mRNA | Antisense-sGnRH-cDNA vom Atlantischen Lachs (Salmo salar) cDNA; (GnRH: Gonadotropin freisetzendes Hormon)                                                                                                  | Pab Promotor vom gnrh Gen des Atlantischen Lachses                                                          | Uzbekova et al. (2000)       |                      |
| Verbesserung des Kohlenhydratstoffwechsels von Salmoniden | 1) hgluT1 (menschlicher Glucosetransporter Typ 1 c-DNA); 2) rhkII (Ratten Hexokinase Typ II cDNA) | 1) CMV-Promotor; 2) OnH3-Histon 3 Promotor vom Rotlachs; 3) OnMT-B (Metallothionein-B Promotor vom Rotlachs | Pitkänen et al. (1999)       |                      |
| Wachstumsverstärkung | hgh (menschliches Wachstumshormon-Gen) | SV 40 Promotor                                                                                              | Chourrot et al. (1986)       |                      |
| Produktion von sterilen Stämmen | Gonadotropin-freisetzendes Hormon Antisense Gene | Histon 3 vom Lachs                                                                                          | Smith et al. (2001)          |                      |

#### Triploidie
In der Forellenzüchtung wird häufig mit triploiden Forellen, d. h. Forellen mit dreifachem Gensatz, gearbeitet. Triploidie wird dadurch erreicht, indem man frisch befruchtete Forelleneier Hitze- und Druckstößen (Wärmeschockbehandlung oder Überdrucktechnologie) aussetzt, wodurch sich somit häufig dreifache Gensätze ausbilden. Der Ploidiegrad beeinflusst das Wachstumsverhalten. Diese Tiere zeigen in ihrer Entwicklung ein starkes Größenwachstum, welche nicht durch den Rückschritt der Geschlechtsreife gekennzeichnet ist. Dies bedeutet, dass keine Energie für das Ausbilden von Keimzellen verbraucht wird, sondern nur für das Längenwachstum. Innerhalb von drei Jahren können bei triploiden Regenbogenforellen Schlachtgewichte von acht Kilogramm erreicht werden. In der Haltung haben triploide Forellen einen höheren Sauerstoffbedarf als diploide Forellen. Auch ist ihre Stressanfälligkeit größer.  Diese Fische zeigen häufig Wachstumsdeformationen wie Wirbelsäulenverkrümmung, Herz- und Augenerkrankungen etc. Triploide Individuen können sich nicht reproduzieren. Eine Untersuchung hatte ergeben, dass aufgrund des Ploidiegrades des Genoms keine Aussagen zur Überlebens- und Wachstumsraten der Forellen abgeleitet werden können. Triploide Forellen zeigten im Vergleich zu den diploiden Tieren einen höheren Futterverbrauch pro Kilogramm Zuwachs, eine gedrungenere Körperform und eine höhere Nettoschlachtkörperausbeute. Das US-Unternehmen Troutlodge Inc. verkauft beispielsweise triploide Regenbogenforellen aus rein weiblichen Monosex-Populationen.

## Umwelteinflüsse
Die Forellenproduktion, insbesondere die Teichwirtschaft mit Verbindung zu natürlichen Wildgewässern, ist einer Reihe von Umwelteinflüssen ausgesetzt. Der maximale Jahresfutterverbrauch muss bestimmt sein, weiterhin der Wassereintrag (Wasserentnahme aus dem Grundwasser oder Wasserentnahme aus benachbarten Fließgewässern), die Menge an aufgenommenen Nährstoffen, sowie Abfallstoffen (wie z. B. organische Schwebstoffe, Fischkot etc.) aus der Forellenproduktion, die Sauerstoffsättigung des Wassers am Auslauf und der maximale Eintrag an Antibiotika und chemischen Zusatzstoffen (Wachstumshormonen etc.). Es existieren bislang noch wenig Biosafety-Studien über die Freilassung von transgenen Fischen in Wildgewässer und deren mögliche Hybridisierung. Größere männliche Exemplare aus einer transgenen Linie, dessen Größenwachstum manipuliert wurde, besitzen bei den Weibchen gegenüber konkurrierenden Männchen aus der Wildpopulation meist einen Paarungsvorteil. William Muir und Richard Howard von der Purdue-Universität untersuchen den „Genfluss“ aus Aquakulturen in Wildgewässer anhand von „Fitnesskomponenten“, welche Aussagen über die mögliche Anpassung transgener Fische in einem Naturgewässer machen lässt. Im Rahmen der Bergen-Deklaration anlässlich der 5. Internationalen Nordseeschutzkonferenz im März 2002 wurde vorgeschlagen, das ökologische Risiko eines Ausbruches transgener Fische zu minimieren, indem Aquakultur-Halteranlagen nur terrestrisch ohne Verbindung zu einem natürlichen Gewässer gebaut werden dürfen.